# Synema helvolum
Synema helvolum är en spindelart som beskrevs av Simon 1907. Synema helvolum ingår i släktet Synema och familjen krabbspindlar.
Artens utbredningsområde är Guinea-Bissau. Inga underarter finns listade i Catalogue of Life.